# Grigorij Perelman
Grigorij Jakovlevič Perelman (rusky Григорий Яковлевич Перельман; narozen 13. června 1966 v Leningradu, SSSR – nyní Petrohrad, Rusko), též znám jako Griša Perelman, je ruský matematik. Zabývá se řešením matematických problémů nejvyšší úrovně a v tomto oboru dosáhl velkého úspěchu.
V roce 2002 vyřešil jednak jeden z nejobtížnějších a jednak jeden z nejslavnějších matematických problémů historie. Jedná se o tzv. Poincarého hypotézu. V roce 2006 byl za svůj výkon, který ani po čtyřech letech nedokázal nikdo zpochybnit, odměněn prestižní Fieldsovou medailí, matematickou obdobou Nobelovy ceny. Vědec však cenu odmítl. V roce 2010 odmítl rovněž převzetí finanční prémie ve výši 1 000 000 USD za vyřešení jednoho ze sedmi matematických problémů tisíciletí. Jako důvod uvedl svůj nesouhlas s názory organizované matematické komunity.
Vede odloučený život, ignoruje novináře, což je způsobeno jeho asketickými názory.
| „                   | Vím, jak ovládat vesmír. Tak mi řekněte, proč bych se měl hnát za milionem?! | “ |
| — Grigorij Perelman |                                                                              |   |

## Raná léta
Grigorij Perelman se narodil 13. června 1966 v Leningradu do židovské rodiny. Jeho otec Jacob byl elektrotechnik a v roce 1993 emigroval do Izraele. Matka Lyubov Leybovna Steingolts zůstala v Petrohradě, pracovala jako učitelka matematiky na odborné škole. Grigorij Perelman má mladší sestru Elenu (nar. 1976), také matematičku, absolventku Petrohradské univerzity (1998), která v roce 2003 obhájila doktorskou práci na Weizmannově institutu v Rechovot (Izrael); od roku 2007 pracuje jako programátorka ve Stockholmu.
Až do deváté třídy Perelman navštěvoval střední školu na okraji Leningradu, a pak přešel do 239. matematické školy. Hrál stolní tenis, navštěvoval hudební školu. Zlatou medaili nedostal jen kvůli tělesné výchově, kde neprošel standardy GTO. Od 1. ročníku střední školy Grigorij studoval v Matematickém centru pod vedením docenta ruské státní pedagogické univerzity Sergeje Rukšina, jehož studenti získali řadu ocenění na matematických soutěžích. V roce 1982, jako člen týmu sovětských školáků, získal zlatou medaili na Mezinárodní matematické olympiádě v Budapešti, kde získal plné skóre za dokonalé řešení všech úloh.

## Mládí a univerzita
Byl zapsán na Matematicko-mechanickou fakultu Leningradské státní univerzity bez zkoušek. Během celého studia měl pouze „výborné“ ze všech předmětů. Díky úspěchu ve škole získal Leninovo stipendium. Po absolvování univerzity vstoupil do aspirantury (školitel – A. D. Alexandrov) na Leningradské pobočce Matematického ústavu V. A. Steklové. Poté, v roce 1990, obhájil diplomovou práci na téma „Sedlové povrchy v euklidovských prostorech“, pracoval v ústavu jako vedoucí vědecký pracovník.
V devadesátých létech Perelman přišel do Spojených států, kde pracoval jako vědecký asistent u různých univerzit. Překvapil své kolegy asketicismem života (nejoblíbenějším jídlem Perelmana bylo mléko, chléb a sýr). V roce 1996 se vrátil do Petrohradu a pokračoval v práci na univerzitě, kde sám pracoval na důkazu Poincarého hypotézy.

## Vědecká práce a doktorát
V létech 2002–2003 publikoval Grigorij Perelman tři články na internetu:
1. Vzorec entropie pro Ricciho tok a jeho geometrické aplikace (anglicky The entropy formula for the Ricci flow and its geometric applications),
2. Ricciho tok s operací na trojrozměrných varietách (anglicky Ricci flow with surgery on three-manifolds),
3. Konečná doba zániku řešení Ricciho toku na některých trojrozměrných varietách (anglicky Finite extinction time for the solutions to the Ricci flow on certain three-manifolds).

V nich Perelman stručně popsal původní metodu dokazování Poincarého hypotézy.
V roce 2006 dostal Grigorij Perelman mezinárodní cenu – Fieldsovu medaili – za řešení Poincarého hypotézy (oficiální formulace ceny: „Za přínos pro geometrii a revoluční myšlenky ve studiu geometrické a analytické struktury toku Ricci“).
V březnu 2010 mu Clayův matematický ústav udělil cenu a odměnu jeden milión amerických dolarů za prokázání Poincarého hypotezy. Perelman ale ignoroval matematickou konferenci v Paříži, kde měla být cena tisíciletí udělena. Pak 1. července 2010 veřejně oznámil své odmítnutí a vysvětlil to následovně: „Odmítl jsem. Měl jsem mnoho důvodů jak pro, tak proti tomu. Proto jsem se tak dlouho rozhodoval. Hlavním důvodem je nesouhlas s organizovanou matematickou komunitou. Nesouhlasím s jejich rozhodnutím, považuji je za nespravedlivé. Věřím, že příspěvek amerického matematika Hamiltona k řešení tohoto problému není o nic menší než můj“.
Podle Perelmana byl Hamiltonův výzkum výrazně zpomalen kvůli nepřekonatelným technickým obtížím.
V září 2011 zřídil Clayův matematický ústav společně s Institutem Henriho Poincarého (Paříž) pozici pro mladé matematiky, jimž bude vyplácena cena, kterou Grigorij Perelman nepřijal.
V roce 2011 získali Richard Hamilton a Demetrios Christodoulus tzv. Shao matematickou cenu $1 000 000. Richard Hamilton byl vyznamenán za vytvoření matematické teorie, kterou pak Grigorij Perelman použil ve své práci na důkazu Poincarého hypotézy. Je známo, že Hamilton tuto cenu přijal.

## Soukromý život
V prosinci 2005 odstoupil Grigorij Perelman ze svého postu vedoucího výzkumného pracovníka v laboratoři matematické fyziky, přestal pracovat na POMI (Matematický ústav. V. A. Steklovа POMI RAS) a téměř úplně přerušil kontakty s kolegy.
V září 2011 matematik odmítl přijmout nabídku stát se členem Ruské akademie věd.
Vede osamocený život, ignoruje tisk. Žije v Petrohradu v Kupchinu se svou matkou. V tisku se objevily zprávy, že od roku 2014 žije Grigorij ve Švédsku, ale později se ukázalo, že tam jen občas jezdí.